# Swolnpes darwini
Swolnpes darwini là một loài nhện trong họ Nemesiidae.
Swolnpes darwini được miêu tả năm 2009 bởi Main & Framenau.